# Paul Gabrillagues
Paul Gabrillagues (Parigi, 3 giugno 1993) è un rugbista a 15 francese, che gioca come seconda linea nello Stade français in Top 14.

## Biografia
Gabrillagues cominciò a giocare a rugby a dodici anni nel Paris Université Club. Nel 2009 entrò a far parte delle giovanili dello Stade français. Fece il suo esordio in prima squadra durante il Top 14 2014-15 che alla fine fu vinto proprio dai parigini. Nel gennaio 2016 fu squalificato otto settimane per aver messo le dita negli occhi a Dan Cole durante un incontro di European Rugby Champions Cup contro il Leicester. Al termine della stagione successiva si aggiudicò l'European Rugby Challenge Cup giocando come titolare la finale vinta contro Gloucester.
Convocato dal commissario tecnico Guy Novès per i test match del novembre 2017, Gabrillagues esordì con la Francia giocando da titolare la sfida contro la Nuova Zelanda. L'anno seguente, il nuovo allenatore della nazionale transalpina Jacques Brunel lo schierò in tutti gli incontri del Sei Nazioni 2018, nel corso del quale segnò la sua prima meta internazionale nella partita contro l'Italia. Il prosieguo della stagione lo vide mancare solamente due delle sfide disputate dalla nazionale transalpina nelle sessioni estiva ed autunnale. Nel corso del Sei Nazioni 2019 scese in campo solo all'ultima giornata contro l'Italia. Selezionato nel gruppo francese allargato per preparare la Coppa del Mondo di rugby 2019, al termine della prima amichevole disputata con la Scozia ricevette una squalifica di sei settimane per un placcaggio pericoloso. L'assenza obbligata nelle prime tre giornate del mondiale sembrò inizialmente precludergli la convocazione nella squadra definitiva per la competizione, ma la successiva riduzione della metà in seguito ad un appello gli permise di essere del torneo. Saltò, infatti, solamente la partita di apertura contro l'Argentina per poi essere sempre presente fino all'eliminazione ai quarti di finale.

## Palmarès
- Campionati francesi: 1
Stade français: 2014-15
- Challenge Cup: 1
Stade français: 2016-17